# Прага-изток
Окръг Прага-изток (на чешки: Okres Praha-východ) се намира в Средночешки край, Чехия. Площта му е 754,91 km2, а населението му – 167 851 души (2016). Административен център е столицата Прага (която не влиза в територията на самия окръг). В окръга има 110 населени места, от които 8 града и 4 града без право на самоуправление. Код по LAU 1 – CZ0209.

## География
Разположен е в централната част на края. Граничи на запад с Прага и окръг Прага-запад, на юг – с окръг Бенешов, на югоизток с Колин, на изток с Нимбурк, на североизток с и Млада Болеслав, а на север – с окръг Мелник на Средночешкия край.

## Градове и население
По данни за 2009 г.:
| Город                            | Население |
| -------------------------------- | --------- |
| Брандис над Лабем-Стара Болеслав | 17 689    |
| Ржичани                          | 13 769    |
| Челаковице                       | 11 629    |
| Ували                            | 5958      |
| Одолена Вода                     | 5522      |
| Костелец над Черними леси        | 3622      |
| Мниховице                        | 3171      |
| Клецани                          | 2611      |

По данни за 2011 г.:
| Общо            | Жени             | Мъже             |
| --------------- | ---------------- | ---------------- |
| 149 294 (100 %) | 75 526 (50,59 %) | 73 768 (49,41 %) |

Гъстота на населението: 198 жители/km².

## Образование
По данни от 2003 г.:
| Вид училище                         | Брой училища |
| ----------------------------------- | ------------ |
| Детски градини                      | 58           |
| Начални училища                     | 37           |
| Гимназии                            | 5            |
| Средни училища и промишлени училища | 5            |
| Средни професионални училища        | 3            |
| Висши професионални училища         | 1            |

## Здравеопазване
По данни от 2003 г.:
| Лекари                                      | 238 |
| Болници                                     | 3   |
| Специализирани заведения за лечение и отдих | -   |
| Зъболекари                                  | 38  |
| Аптеки                                      | 18  |

## Транспорт
През окръга, преминават няколко магистрали, водещи към Прага. Това са D0, D1, D8, D10 и D11. Първокласните пътища (пътища от клас I) са I/2, I/3, I/9 и I/12. Пътища от клас II в окръга са II/101, II/107, II/108, II/113, II/243, II/244, II/245, II/331, II/335, II/508, II/522, I/603, II/608, II/610 и II/611.

## Реки
- Ботич
- Елба
- Рокитка
- Вълтава
- Вимола